# Колодеже
Колоде́же — село в Україні, у Луцькому районі Волинської області. Входить до складу Городищенської сільської громади. Населення становить 584 осіб.

## Історія
У 1906 році село Чаруківської волості Луцького повіту Волинської губернії. Відстань від повітового міста 39 верст, від волості 19. Дворів 119, мешканців 902.
В 2000 р. на території села була побудована нова церква - Церква Св. Миколая.
19 липня 2020 року в результаті адміністративно-територіальної реформи та ліквідації Горохівського району село увійшло до складу новоутвореного Луцького району.

## Населення
Згідно з переписом УРСР 1989 року чисельність наявного населення села становила 709 осіб, з яких 330 чоловіків та 379 жінок.
За переписом населення України 2001 року в селі мешкало 575 осіб.

### Мова
Розподіл населення за рідною мовою за даними перепису 2001 року:
| Мова       | Відсоток |
| ---------- | -------- |
| українська | 99,49 %  |
| вірменська | 0,34 %   |
| російська  | 0,17 %   |